# Lascahobas (arrondissement)
Lascahobas (em crioulo, Laskawobas), é um arrondissement do Haiti, situado no departamento do Centro. De acordo com o censo de 2003, Lascahobas tem uma população total de 136.503 habitantes.

## Comunas
O arrondissement de Lascahobas é composto por três comunas.
- Belladère
- Lascahobas
- Savanette